# Шенвальде-Глін
Шенвальде-Глін (нім. Schönwalde-Glien) — громада в Німеччині, розташована в землі Бранденбург. Входить до складу району Гафельланд.
Площа — 96,56 км2. Населення становить 10 017 ос. (станом на 31 грудня 2020).

## Демографія
- Динаміка населення з 1875 року в сучасних кордонах (Синя лінія: населення; Пунктир: відносна порівняльна динаміка населення землі Бранденбург; Сірий фон: період Третього рейху; Помаранчевий фон: період НДР)
- Динаміка населення (синя лінія) і прогнози

| Рік  | Населення |
| ---- | --------- |
| 1875 | 2 779     |
| 1890 | 3 065     |
| 1910 | 2 967     |
| 1925 | 3 113     |
| 1939 | 6 000     |
| 1950 | 7 412     |
| 1964 | 6 829     |

| Рік  | Населення |
| ---- | --------- |
| 1971 | 6 725     |
| 1981 | 5 913     |
| 1985 | 5 751     |
| 1990 | 5 423     |
| 1995 | 5 463     |
| 2000 | 7 286     |
| 2005 | 8 487     |

| Рік  | Населення |
| ---- | --------- |
| 2010 | 8 931     |
| 2015 | 9 351     |
| 2016 | 9 514     |
| 2017 | 9 498     |
| 2018 | 9 575     |
| 2019 | 9 864     |
| 2020 | 10 017    |

Джерела даних вказані на Wikimedia Commons.

## Галерея

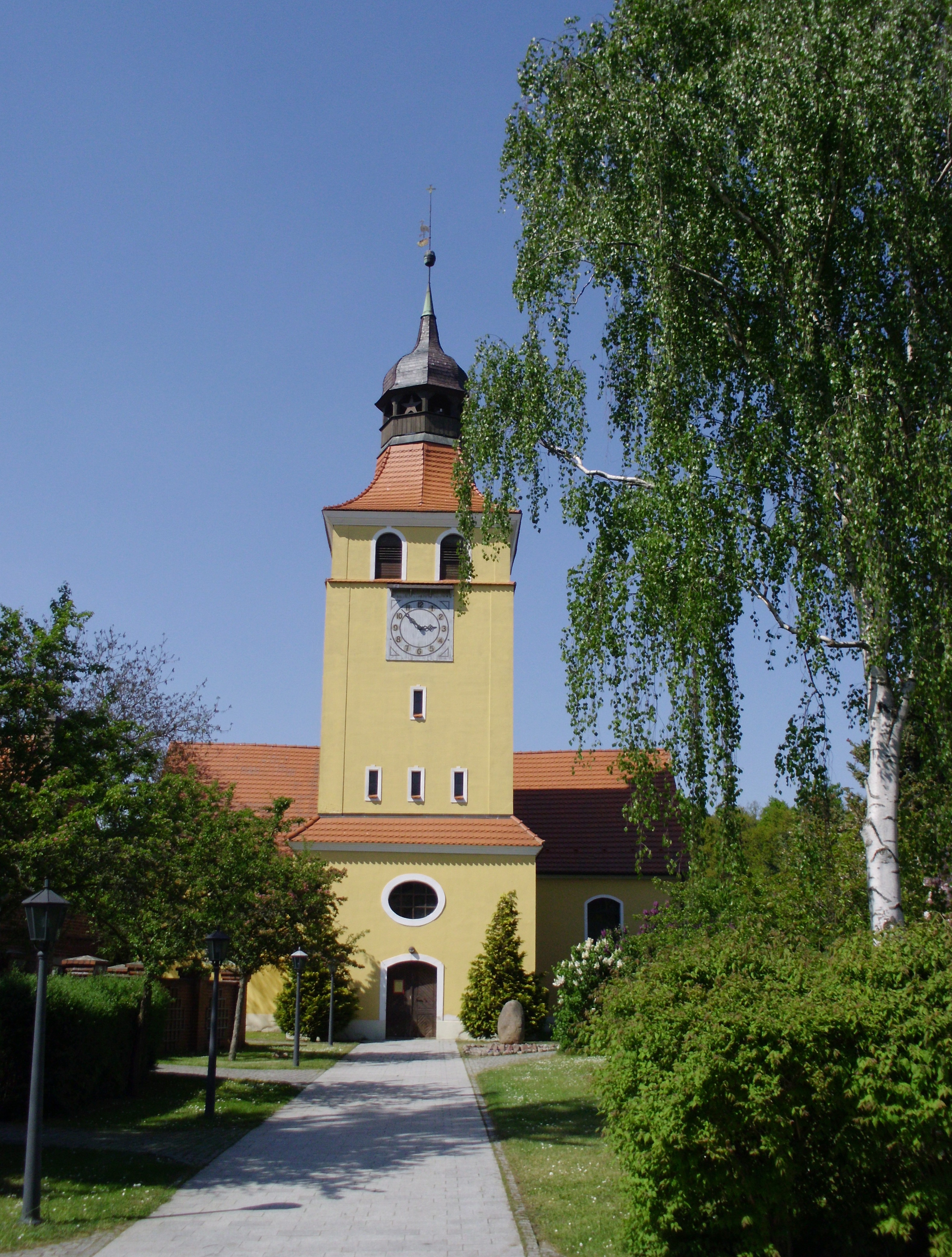
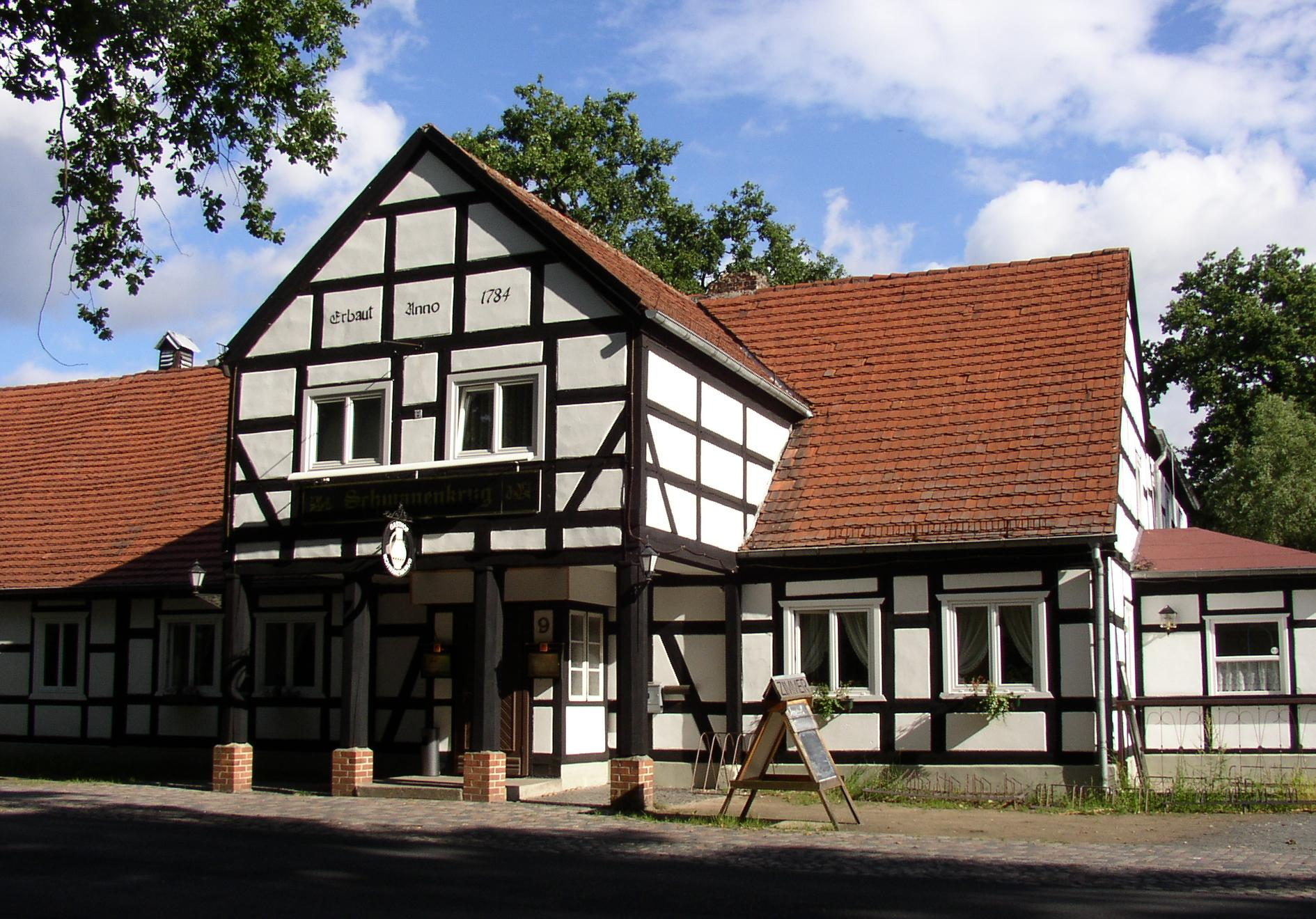
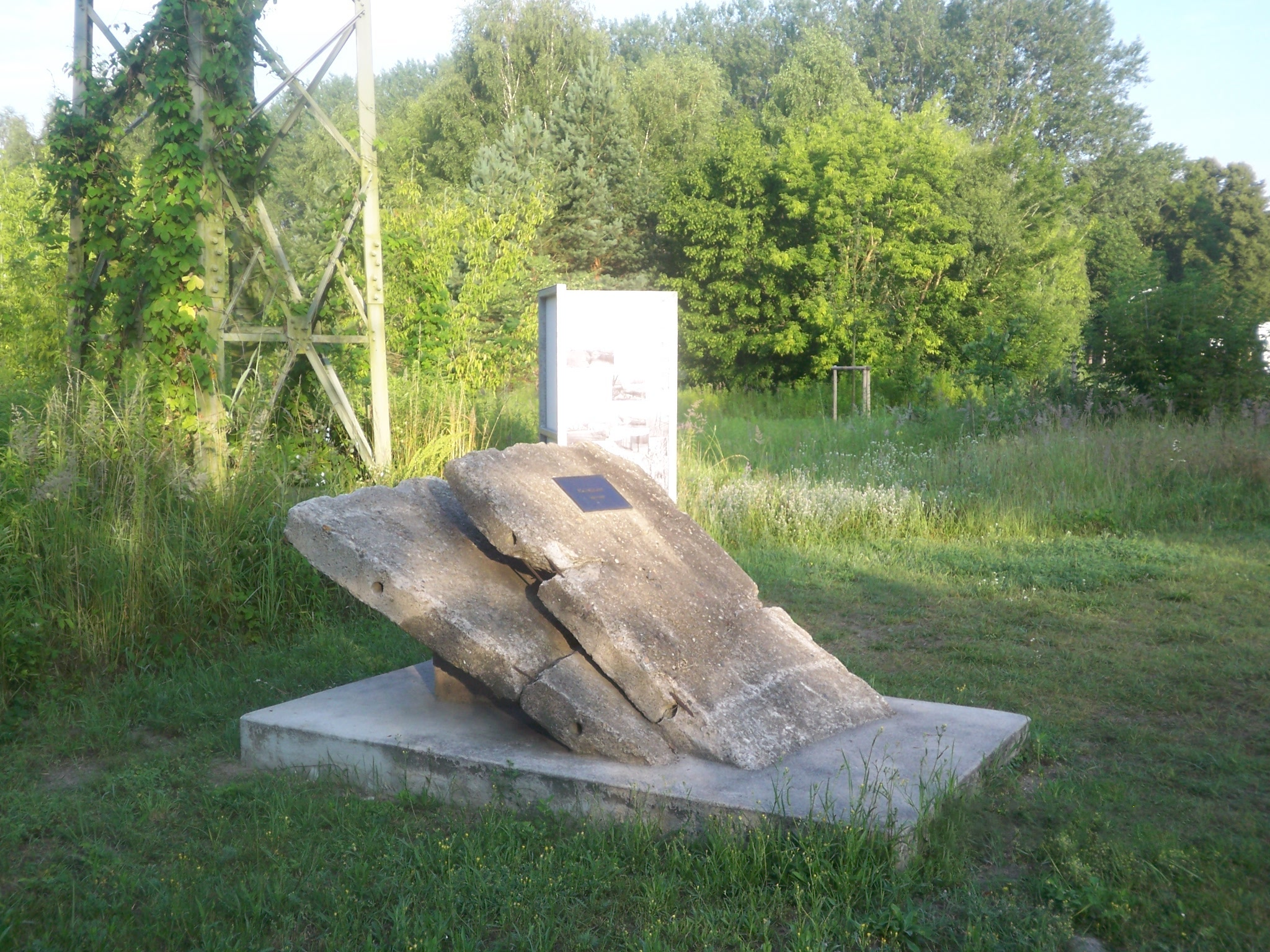
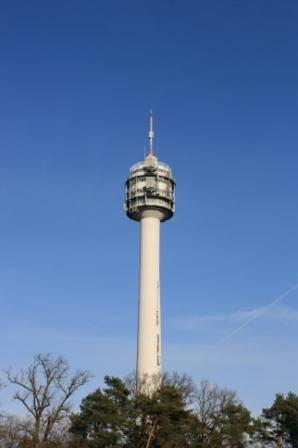
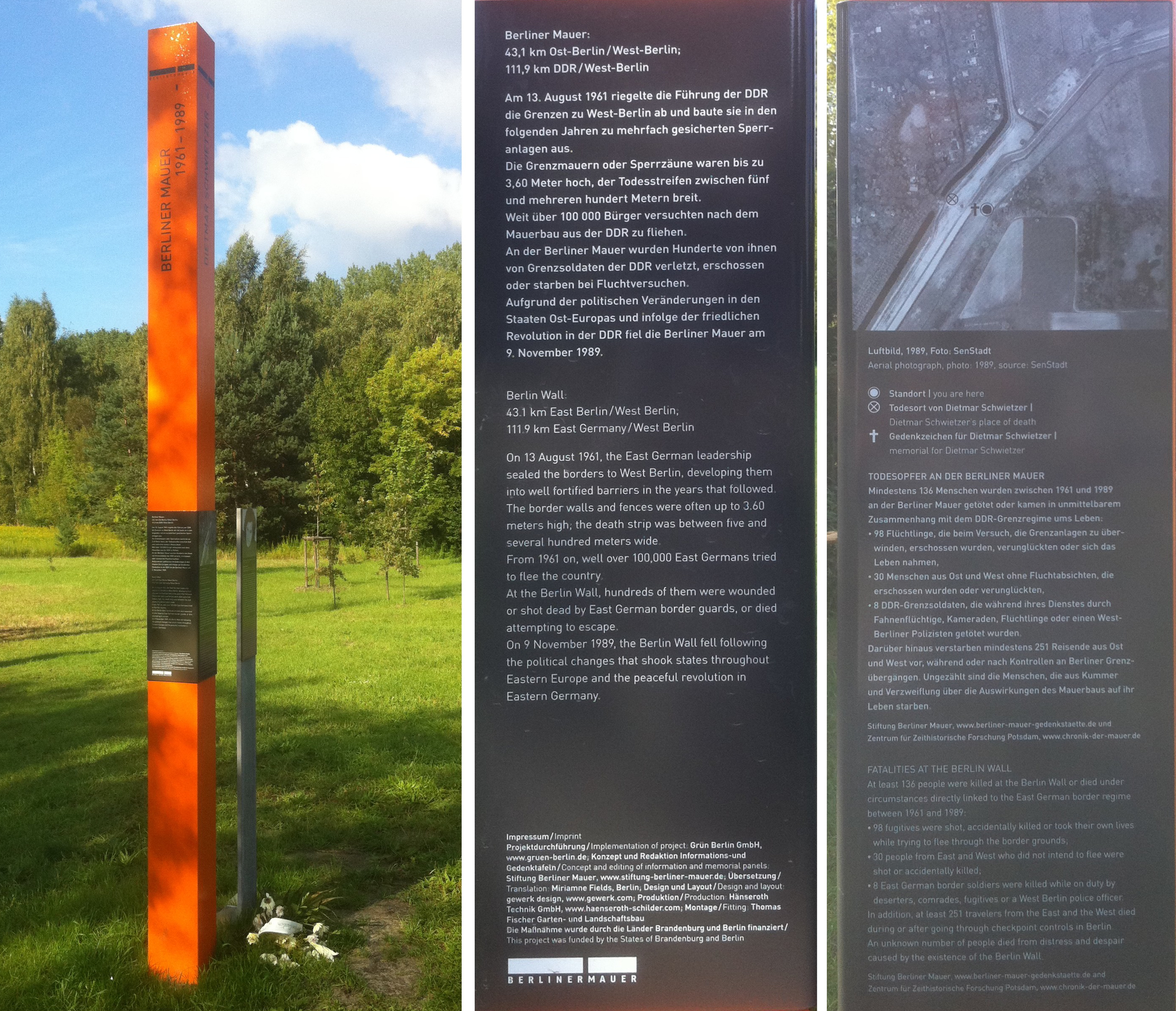